# Лавиринт (филм из 2002)
Лавиринт је савремени трилер смештен у данашњем Београду, на локацијама Калемегданске тврђаве. Тајне из прошлости града на ушћу Саве у Дунав и тајанствене хришћанске секте које су некада деловале на овим просторима остављају неизбрисив траг у животима данашњих ликова и одређују судбине људи вековима уназад.
Филм је био југословенски кандидат за Оскара, за најбољи филм ван енглеског говорног подручја за 2002. годину.

## Радња
У кратком уводу филма приказује се сусрет младог Попа (Дејан Луткић) и Зорана Радосављевића коме се придружује и Зоранова девојка.
Након 20 година проведених у иностранству, где је водио не баш пристојан живот који га је скоро довео до самоубиства, излечени коцкар Поп (Драган Николић) се враћа у своју земљу. Долазак је прилично емотиван и освежавајући јер га брат Милан (Бранислав Лечић) и поред свих проблема које му је стварао дочекује са осмехом и прихвата га. Заједнички одлазак на гроб њиховог оца сеоског свештеника, кога су парохијани веома поштовали, а који је силом прилика сахрањен у Београду показује различитост два брата која ипак не мути њихову међусобну љубав. Тад Поп се поверава брату да већ годинама га мучи савест због смрти свог пријатеља Зорана, јер му није помогао када га је овај молио преко телефона за помоћ. Исти дан кад је слетео у Београд посећује Лакија (Јосиф Татић), пријатеља из лудих младалачких дана, сада обичног службеника. Још увек неодлучан чиме ће се бавити у животу Поп тражи од Лакија позајмицу. Лаки ће новац узети од пријатеља па зато Поп са Лакијем одлази на духовну сеансу. У почетку добро забављен лаковерношћу учесника, Поп на крају сеансе доживљава шок када му се јави дух његовог и Лакијевог пријатеља из младости, Зорана Радосављевића који се утопио. Стицајем околности упознаје се са Сузаном Лојтес (Маја Сабљић) бившом девојком Зорана Радосављевића са којом је он имао сексуални однос пре него што је отишао у иностранство, то је било давно и Поп се не сећа Сузане. Упознаје Сузанину ћерку Тамару (Катарина Радивојевић) која је заљубљена у њега. Тамара нестаје, а отмичар, Сузанин вереник Томас (Светозар Цветковић), зове Попа на састанак на Калемегданској тврђави и уводи га у лагуме говорећи му да је тамо Тамара. Томас заробљава Попа и његовог брата Милана у лавиринт. Они морају пронаћи излаз пре него што вода не потопи лавиринт. Али ће у лавиринту сазнати истину зашто је Поп изабран да се утопи у лавиринту, исто као и Зоран Радосављевић.

## Улоге
| Глумац               | Улога                  |
| -------------------- | ---------------------- |
| Драган Николић       | Петар Аксентијевић Поп |
| Бранислав Лечић      | Милан Аксентијевић     |
| Маја Сабљић          | Сузана Лојтес          |
| Катарина Радивојевић | Тамара Лојтес          |
| Светозар Цветковић   | Томас                  |
| Јосиф Татић          | Лаки                   |
| Иван Зарић           | Зоран Радосављевић     |
| Ана Стефановић       | млада Сузана           |
| Дејан Луткић         | млади Поп              |
| Гордан Кичић         | млади Лаки             |
| Оља Пешић            | секретарица            |
| Соња Вукићевић       | медијум                |
| Власта Велисављевић  | Милутин                |
| Љубомир Тодоровић    | доктор                 |
| Ђорђе Бранковић      | Ћелавац 1              |